# 哀侯 (蔡)
哀侯（あいこう、生年不詳 - 紀元前675年）は、春秋時代の蔡の君主。姓は姫、名は献舞。宣侯の子で、兄の桓侯の後を受けて蔡国の君主となった。
哀侯は陳から夫人を迎えていたが、息侯も陳から夫人（息嬀）を迎えることとなった。紀元前684年、息嬀が息に向かう途中で蔡に立ち寄ると、哀侯は夫人の姉妹であることから息嬀と面会した。このときに哀侯は息嬀に無礼なふるまいをした。息侯は激怒して、楚の文王にいつわって息を攻撃し、援軍としてやってきた蔡を撃つよう申し入れた。文王はこれに従った。この年の9月、楚軍は莘で蔡軍を破り、哀侯は楚に捕らえられて抑留された。紀元前678年、哀侯は莘の敗戦を恨みに思って、息嬀が美人であると楚の文王に吹き込んだ。文王は息を滅ぼして息嬀を連れ帰った。文王は哀侯の思惑に乗って息を滅ぼしたことに気づき、蔡を攻撃して入城した。
紀元前675年、哀侯は楚で死去した。在位20年。